# غروسير ديامانستوك
غروسير ديامانستوك (بالإنجليزية: Grosser Diamantstock)‏ هو أحد جبال سلسلة جبال الألب البرنية وجزء من القمة الأم باشليستوك يقع في كانتون برن، سويسرا. يبلغ ارتفاع الجبل حوالي 3162 متر، بينما يبلغ ارتفاع نتوء الجبل 88 متر.